# Conn Findlay
Francis Conn Findlay (Stockton, 24 de abril de 1930 — San Mateo, 8 de abril de 2021) foi um remador e velejador estadunidense, campeão olímpico. Ele ganhou quatro medalhas olímpicas nesses dois esportes, incluindo duas medalhas de ouro nas provas dois com. Ele também fez parte das equipes de vela da Copa América que venceram em 1974 e 1977. Ele é um dos onze velejadores que ganharam a Copa América e uma medalha olímpica.
Findlay começou no remo competitivo enquanto estudava na Universidade do Sul da Califórnia. Participou de seus primeiros Jogos Olímpicos em 1956, conquistando sua primeira medalha de ouro no dois com. Depois de terminar em terceiro nessa disciplina nas Olimpíadas quatro anos depois, ele reconquistou o ouro nos Jogos Olímpicos de Verão de 1964. Ele não fez outra aparição olímpica por doze anos, até retornar em 1976, passando para a vela e garantindo o bronze na classe Tempest.
Depois de se aposentar como treinador, Findlay administrou uma empresa que alugava barcos. Ele também arbitrou regatas regionais de remo de vez em quando. Ele supervisionou a construção da casa de barcos original de Stanford no campus de Palo Alto. Findlay foi incluído no Hall da Fama Nacional do Remo em duas ocasiões (1968 e 2000), em reconhecimento às suas conquistas da medalha de ouro olímpica em 1964 e 1956, respectivamente. Ele foi introduzido no Hall da Fama do Atletismo de Stanford em 2005. Dois anos depois, ele foi homenageado pelo USRowing como Homem do Ano.